# José Manuel Herrero
José Manuel García Herrero (Gijón, Asturias, España, 4 de abril de 1950-ib., 30 de noviembre de 2014), conocido como Herrero II, fue un futbolista español que jugaba de centrocampista.

## Clubes
| Club                          | País   | Año       |
| ----------------------------- | ------ | --------- |
| Real Sporting de Gijón        | España | 1968-1976 |
| Real Racing Club de Santander | España | 1976-1978 |